# 押し倒し
押し倒し（おしたおし）とは、相撲の決まり手の一つである。相手の胸や喉、腋を押し、後ろ倒しに土俵上や土俵の外に倒す技。突っ張って土俵の外に出したら突き倒しとなるが区別が難しいため押し倒しとなることが多々ある。1991年7月場所初日、横綱・大乃国に当時前頭筆頭の曙が立合いの一撃で決めた。この場所の8日目を持って大乃国は引退した。2004年5月場所6日目、35連勝中の横綱朝青龍を北勝力がこの技で倒し、連勝を止めた一番が有名。
押し倒しで勝負が決まった中でも疑惑の一番として2009年5月場所千秋楽に行われた千代大海と把瑠都の一番が知られている。その場所の千代大海は12日目で5勝7敗、更に左足太腿肉離れという絶望的な状況に追い込まれたが、その後大関・琴光喜と魁皇、関脇把瑠都を下して3連勝で8勝7敗と勝ち越し、13度目の角番を脱出した。しかし勝ち越しを決めた一番で把瑠都が軽くいなされたにすぎないにもかかわらず左手から旋回して飛び上がり自ら土俵下へ落ちる動きを見せたため両者ともに無気力相撲の認定を受けた。